# 長冰川
72°30′S 96°43′W / 72.500°S 96.717°W
長冰川是南極洲的冰川，位於埃爾斯沃思地，處於瑟斯頓島東南部，全長15公里，最終在哈里森冰原島峰以西26公里注入阿博特冰架，美國地質調查局根據測量和該國海軍的空中照片繪入地圖，現時由南極條約體系管理。